# Hamid El Shaeri
Abdel-Hamid Ali Ahmed (en árabe: حميد الشاعري) (nacido el 29 de noviembre de 1961 en Bengasi, Libia), conocido como Hamid El Shaeri, es un músico y cantante libio que actualmente reside en Alejandría, Egipto. También ha sido acreditado como Hameed Al Shaeri y Hamid El Shaery. Es uno de los referentes del género musical egipcio Jeel. 

## Reacción hacia el gobierno de Gaddafi
El 19 de febrero de 2011, Hamid el Shaeri condenó los ataques a la población civil de Libia por parte del gobierno de Muammar Gaddafi e hizo un llamamiento a la población egipcia para rescatar a la población civil de Libia.